# Beiu, Teleorman
Beiu este un sat în comuna Ștorobăneasa din județul Teleorman, Muntenia, România. Se află în partea de suda județului, în Câmpia Găvanu-Burdea, în amonte de confluența râurilor Teleorman și Vedea. La nord se învecinează cu satul Ștorobăneasa, la vest cu satele Smârdioasa și Brânceni, la sud cu satul Cervenia și la est cu satul Izvoru din județul Giurgiu. La recensământul din 2002 avea o populație de 1.763 locuitori.

## Monumente istorice
- Conacul Noica (sec. XIX), cod: TR-II-m-A-14288